# Metro d'Orà
El metro d'Orà és una xarxa ferroviària de transport urbà de tipus metro destinat a comunicar els municipis d'Orà i de Bir El Djir.

## Història
El projecte del metro d'Orà es va posar en marxa el 2008, i la seva construcció estava prevista per al 2014. La fase 1 amb una longitud de 10,8 quilòmetres ha de començar cap al sud-est de Orà a Haï Badr a continuació creuar Haï Mouahidine abans de connectar amb el tramvia d'Orà a Sidi El Bachir després de l'estació de SNTF, així com la seu de la wilaya d'Orà; el metro continuarà al nord-est de la ciutat a Haï Mactaa i Gambetta per seguir finalment el Boulevard Millénium i arribar a Bir El Djir
El març de 2014, el director de transport de la Wilaya, en presència de representants del propietari del projecte " Empresa de metro d’Alger »(EMA), indica que l'estudi tècnic està finalitzat: el cost esperat és de 138 mil milions de dinars algerians (uns 1.300 milions d'euros) per a una longitud de 19,3 kilomètres i unes 20 estacions. Està previst que el lloc s’obri a finals del 2022 per a una primera fase, des de l'estadi Bouakeul, a l’oest de la ciutat, fins a la rotonda de la seu de Wilaya a l'est.